# مارسیا لوئیس
مارسیا لوئیس (انگلیسی: Marcia Lewis; ۸ اوت ۱۹۳۸ – ۲۱ دسامبر ۲۰۱۰) خواننده، بازیگر تئاتر، بازیگر سینما، و بازیگر تلویزیون اهل ایالات متحده آمریکا بود.
از فیلم‌ها یا برنامه‌های تلویزیونی که وی در آن نقش داشته‌است می‌توان به هشدار شب اشاره کرد.